# Ламедон
Ламедо́н (дав.-гр. Λαμέδων) — персонаж давньогрецької міфології, цар Сікіона, молодший син Коронуса. Мав дружину Фено, дочку афінського володаря Клітія. Вона народила Ламедону дочку Зевксіппу.
Після того, як його старший брат Корекс помер, Ламедон повинен був йому успадкувати, але царство було захоплене Епопеєм. Проте, Епопей невдовзі помер від рани, яку він отримав у битві проти Ніктея, або був убитий його братом Ліком, якому Ніктей заповів помститися за дочку Антіопу, яка збезчестила його рід. Лік захопив Сікіон, але коли Ламедон йому видав Антіопу, призначив його царем міста. Ламедон правив 40 років. 
Пізніше, коли Ламедон мав військове зіткнення проти синів Ахея Архандра і Архітела та чоловіків Данаїд Скаї та Автомати, цар Сікіон з Аттики прийшов йому на допомогу. У нагороду за це Ламедон віддав йому свою дочку Зевксіппу за дружину і оголосив його своїм наступником на царстві.